# Котиярви
Котиярви — пресноводное озеро на территории Юшкозерского сельского поселения Калевальского района Республики Карелии.

## Общие сведения
Площадь озера — 2,9 км², площадь водосборного бассейна — 82,6 км². Располагается на высоте 109,5 метров над уровнем моря.
Форма озера треугольная, неправильной формы. Берега каменисто-песчаные, местами заболоченные.
Через озеро течёт река Кондоя, впадающая в Топозеро.
К югу от озера проходит просёлочная дорога.
Населённые пункты вблизи водоёма отсутствуют.
Код объекта в государственном водном реестре — 02020000411102000000254.